# Piobbico
Piobbico – miejscowość i gmina we Włoszech, w regionie Marche, w prowincji Pesaro i Urbino.
Według danych na rok 2004 gminę zamieszkiwały 2044 osoby, 42,6 os./km².